# Cyrtandra minor
Cyrtandra minor är en tvåhjärtbladig växtart som beskrevs av Spencer Le Marchant Moore. Cyrtandra minor ingår i släktet Cyrtandra och familjen Gesneriaceae. Inga underarter finns listade i Catalogue of Life.